# Sharon Finneran
Sharon Evans Finneran (New York, 4 febbraio 1946) è un'ex nuotatrice statunitense.

## Carriera
All'apice della propria carriera vinse la medaglia d'argento alle Olimpiadi di Tokyo 1964 nei 400m misti.

## Palmarès
- Giochi olimpici

Tokyo 1964: argento nei 400m misti.
- Giochi panamericani

San Paolo 1963: oro nei 400m misti